# 埃维拉尔
埃维拉尔（法语：Evilard；德语：Leubringen）是瑞士的城鎮，位於該國中西部，由伯恩州負責管轄，面積3.68平方公里，海拔高度697米，2011年人口2,445，一半人口信奉基督教，人口密度每平方公里664人。

## 外部連結
- （德文） Eidgenössische Hochschule für Sport Magglingen